# Candela romana

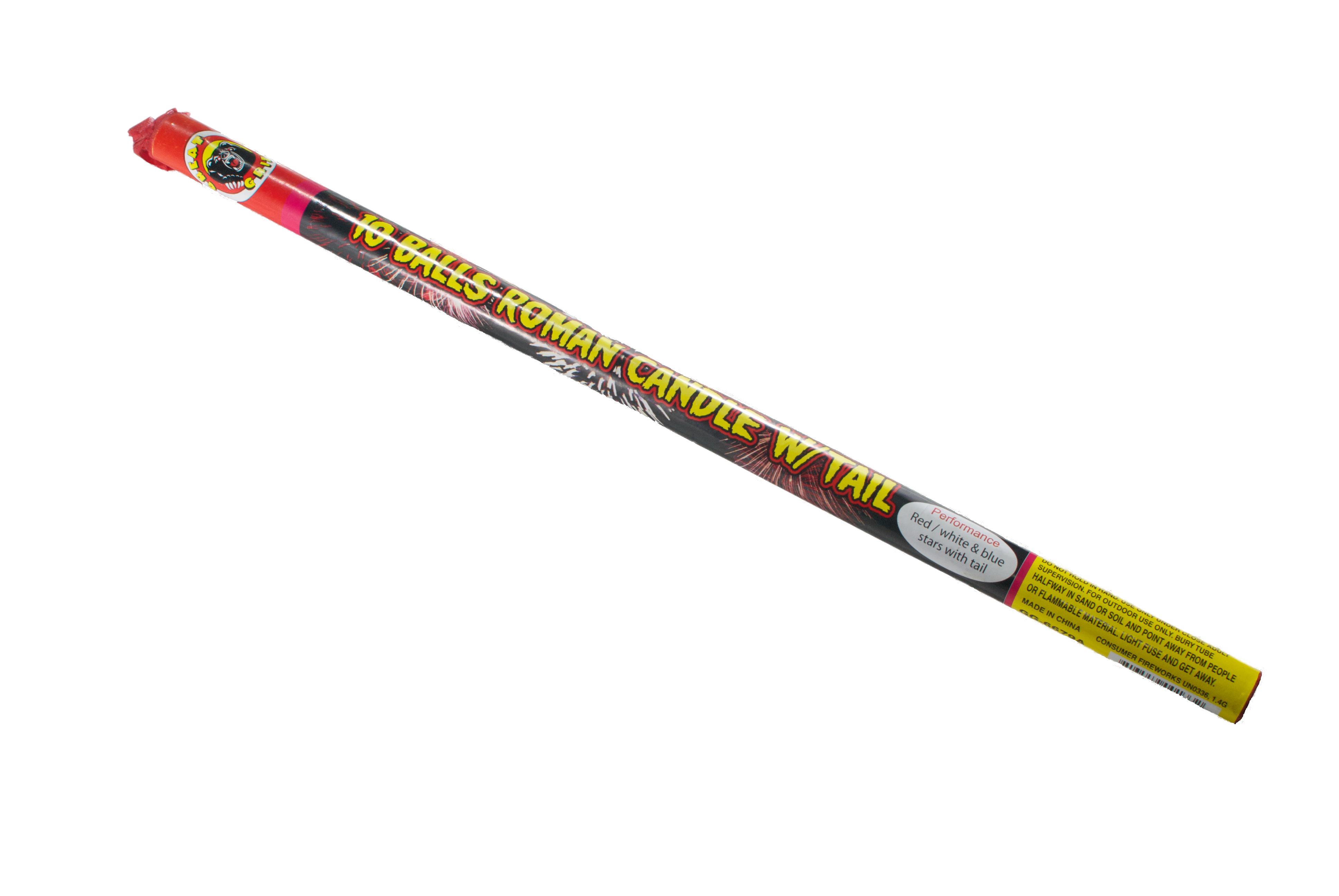
Candela romana

Struttura interna di una candela romana

La candela romana è un fuoco d'artificio simile a un bengala.

## Caratteristiche
Una candela romana è costituita da un lungo cartoccio di robusto cartoncino di circa 2 cm di diametro e 40 cm di altezza, tappata sul fondo da argilla, dentro al quale si trovano, intervallate, una carica di polvere in grani, una stella pirotecnica e una composizione viva. L'ultima composizione, seguita da una piccola dose di carica, chiude la candela. Dato che il cartoncino brucia più lentamente delle cariche interne, le cariche di polvere più vicine alla miccia devono essere più abbondanti.